# Houblon Chouffe
Houblon Chouffe is een Belgisch bier, gebrouwen door de Brouwerij van Achouffe (die in 2006 werd overgenomen door Brouwerij Duvel Moortgat).
Deze blonde tripel van het type India Pale Ale heeft een bittere smaak die wordt bekomen door drie verschillende hopvariëteiten. "Houblon" is trouwens het Franse woord voor hop. Houblon Chouffe heeft een alcoholpercentage van 9% en werd gelanceerd in 2006. Op het etiket staat een kromgebogen kabouter tussen de hopranken met hop en gerst op zijn rug en hebberig starend naar het bier.

## Prijzen
- In 2011 werd Houblon Chouffe (onder de naam "Chouffe Dobbelen IPA tripel") door Test-Aankoop na een test van 210 speciaalbieren uitgeroepen als behorende tot de 18 beste bieren (bieren waarover de 30 proevers unaniem lovend waren).[4]